# Колин Пичфорк
Колин Пичфорк (енгл. Colin Pitchfork; рођен марта 1960. године) је британски убица и силоватељ, прва особа која је осуђена на основу ДНК доказа. Пичфорк је силовао и убио две девојчице у Нарбороу 1983. и осуђен је 1988.
Године 1983. Линда Мен, 15-годишња девојчица, је силована и убијена у близини града Нарбороуа. Користећи методе судског вештачења које су биле доступне у то време, сперма која је нађена на њеном телу је утврђена да припада особи са крвном групом А и профилом ензима који припадају свега 10% укупног мушког становништва. Без икаквих других доказа и трагова, случај је остао отворен.
Године 1986. Дон Ешворт, друга 15-годишњакиња која је живела у оближњем граду Ендербају, је пронађена силована и задављена у истом региону као и претходна девојчица. Начин убиства је био веома сличан претходном убиству, и трагове сперме и њено анализирање су донеле исте резултате.
Главни осумњичени у почетку је био локални дечак, Ричард Букланд, који је открио место на којем се налазило тело Ешвортове, и признао дело под притиском током интервјуа, али није признао прво убиство. Алек Џефрис, са Универзитета Лестер, је недавно после убиства развио методе за добијање ДНК-а профила заједно са Питером Гилом и Дејвом Веретом из сервисне службе за судско вештачење и методе детаљно презентовао у свом научном папиру 1985.
На захтев Букландове породице, полиција је урадила ДНК идентификацију и пронашла да дечаков ДНК профил не одговара оном добијеном након анализе сперме, и Букланд је постао први који је проглашен невиним захваљујући ДНК идентификацији.
Лестерширска полиција и служба судског вештачења су тестирали око 5000 локалних мушкараца који су добровољно дали узорке крви и пљувачке. Ово је рађено око 6 месеци и никакви позитивни резултати нису пронађени.
Међутим ускоро, колега једног човека, Ијана Келија, је начуо у канцеларији једног дана како се Кели хвалио да је ишао на добровољно тестирање уместо свог пријатеља Колина Пичфорка. Пичфорк, локални пекар, је ухапшен и узорци његове крви и пљувачке су одговарали узорцима нађеним на телима убијених девојчица. Пичфорк је проглашен кривим и осуђен на доживотно служење казне. Он је и даље у затвору.
Од тада, ДНК идентификација и ДНК анализа се интензивно користе у судском вештачењу.